# Čeľadince
Čeľadince este o comună slovacă, aflată în districtul Topoľčany din regiunea Nitra. Localitatea se află la altitudinea de 170 m deasupra n.m., se întinde pe o suprafață de 3,25 km2 și în 2017 număra 450 de locuitori.

## Istoric
Localitatea Čeľadince este atestată documentar din 1113.

## Demografie
| An:                | 1994 | 2004   | 2014   | 2024    |
| ------------------ | ---- | ------ | ------ | ------- |
| Număr de persoane: | 440  | 447    | 435    | 516     |
| Diferență:         |      | +1,59% | −2,68% | +18,62% |

| An:                | 2023 | 2024   |
| ------------------ | ---- | ------ |
| Număr de persoane: | 514  | 516    |
| Diferență:         |      | +0,38% |